# 知節
《知節》，是香港作家謝鑫於2017年出版的歷史小說，亦是其首部長篇小說。故事以名將程咬金為主角，講述他受清河崔氏指派滲透隋末民變但最終倒戈相向的經歷。該作於2017年贏得第一屆天行小說賞首獎，並在同年實體出版。

## 情節
程知節和蔡建德等沒落氏族子弟被清河崔氏招攬成滲透各個勢力的內應，其中程對冰清玉潔但為人狠辣的女少當家崔知節一見鍾情。程被賜名為「咬金」，並和蔡一同被派往加入瓦崗軍，二人過關斬將，成為了起義軍的幹部。瓦崗軍隨後又擊敗了張須陀帶領的隋兵，招降了秦瓊。瓦崗軍在二當家李密的帶領下日漸壯大，程和蔡也在戰鬥中與秦結成好友。然而，就在瓦崗軍首領翟讓封王後不久，蔡在崔的指示下殺害了他，並在嫁禍給李密後自殺。程發現崔知節是幕後指使者後大怒，亦發現書記房彦藻實為崔派來監視二人的內應。同時，失去了不少部下信任的李密在隨後的一次征戰中陷入苦戰，最終兵敗被俘，但程在陣上將房殺害，為蔡報仇。程隨後與秦瓊先後投靠王世充和李淵陣營，並歸順李世民麾下。
程在路經清河時到崔家探望被挾持的父親，而崔知節亦向程透露了最新部署，要求他繼續留在秦王府，而崔氏將會扶植王世充，要求程暗中配合。但程認為李世民有君王相，且善待他和秦瓊等降將，後在曾同為崔氏內應的房玄齡勸說下萌生倒戈的念頭。程遂在秦瓊面前脅迫李世民一同爭取天子之位，並假意向王世充投誠，再挑撥他跟崔氏和另一位盟友竇建德的關係，引誘他先發難出兵。程遂行軍至在林中深處時偷襲王世充，在一番苦戰後將他制服，但自己亦身受重傷。程隨後被秦瓊等人救回營寨，而他向眾人坦白他的內應身份，但李世民指他早已知曉，只是一直在等待程向他坦白。程最終決定效忠李世民，在李的命令下用回原名，並與眾將並肩作戰，與竇建德交戰。
太平後，程知節返回清河，發現父親已為不拖累自己而自盡。他隨後找到崔知節，並向她表白，揭示他一直以來他之所以希望能成為開國功臣，其實是為了成為貴族，使得二人門當戶對。

## 角色
- 程知節／程咬金：出身於沒落氏族的壯士，因父親被挾持和鍾情於崔知節而為崔家滲透起義軍當內應[1]。
- 崔知節：清河崔氏當家之女，為人冷血狠毒，城府極深，雖為女兒身但被家族當成策士培育[1]。
- 秦瓊：原為忠勇的隋將，在敗陣後加入民變，亦成為程咬金的好友，與他一同在李世民麾下作戰[1]。
- 秦王李世民：隋末民變領袖李淵之次子，年僅弱冠但已是一軍統帥，為人友善、機智，後在程咬金的脅迫下開始謀權。
- 魏徵：瓦崗軍幹部，為人耿直，與程知節和秦瓊關係良好，兵敗後投靠李淵，追隨太子李建成。
- 李密：原瓦崗軍幹部，在翟讓死後成為首領。小說中被描述為有情有義的豪傑，但被崔氏陷害而失信於天下。兵敗被俘後因拒絕與八柱國合作而被追殺身亡[1]。
- 蔡建德：程知節的摯友，身材魁梧的壯士，早年與程一同投靠崔氏，並一同被安插在瓦崗軍當內應。被崔知節指示殺害翟讓、嫁禍李密後自盡身亡[2]。
- 房玄齡：李世民之幕僚，出身於清河房氏，原為崔氏安插在秦王府的間諜，後倒戈並為秦王擔任雙重間諜[1]。
- 房彦藻：瓦崗軍書記，出身於清河房氏、房玄齡的叔父，實為崔氏派往監察程知節和蔡建德的內應。後在瓦崗軍覆亡時被程知節刺殺。
- 翟讓：瓦崗軍首領，深得部下和民眾支持。在自封「魏公」、決定讓位予李密時被崔氏內應蔡建德斬首殺害。
- 徐世勣：瓦崗軍幹部，兵敗後投靠李淵。
- 李淵：隋末群雄之一，雖私德有虧，但善待部下、重視法紀。
- 王世充：隋末群雄之一，以「萬人敵」自居的武將，清河崔氏的盟友，崔知節本想扶植其登基並號令天下[1]。
- 夏王竇建德：隋末群雄之一，任俠出身的清河人，為清河崔氏的同鄉和盟友。
- 宇文化及：隋末群雄之一，曾殺害隋煬帝，後被竇建德俘殺。

## 創作與出版
《知節》為謝鑫的首部長篇小說。謝原為漫畫編輯，在一次受委託撰寫以隋唐為背景、名為《隋唐札異》的漫畫時注意到程咬金這位歷史人物，並在進行資料搜集讀到他的生平時覺得他頗為有趣。後來由於漫畫初稿太長，最終未有採用與程相關的情節。謝遂自行搜集資料來續寫故事，除了翻閱史籍，他亦從小說、漫畫和台灣電子遊戲《軒轅劍》獲取資訊，並把他認為有趣的內容加入小說。由於他認為讀者對歷史人物有一定認識，因此他透過重新設計和改造這些角色來增加新鮮感，其中他最滿意的角色為蔡建德，因蔡在正史中的描述不多，謝認為他原創的情節填補了這位人物在生平和感情上的空白。該作亦添加了謝對現今社會的控訴和套用了現代價值觀，鼓勵活在時代邊緣的讀者抱持希望。此外，謝在創作過程中曾一度因過份投入而在撰寫程咬金失意的情節時一度導致其情緒低落。謝鑫最終於2017年完稿，篇幅約五萬字，並將小說提交至由天行者出版舉辦的第一屆天行小說賞，最終與海笑的短篇小說集《存酒人》一同贏得首獎。該作於同年七月實體出版，由天行者出版發行，並在同年的香港書展首賣。天行小說賞的兩位評審喬靖夫和陳浩基均有為小說撰寫推薦序。

## 評價
香港作家喬靖夫讚揚該作敢於不跟隨潮流，選擇撰寫在香港較為冷門且受眾少的歷史小說，而且世界觀架構功力和筆法紥實，令作品脫穎而出。文學評論家黃獎則讚揚該作對歷史背景和人物的處理出色，而且資料搜集充足。而作家陳浩基讚揚該作的人物設計和描寫，雖然一般讀者對小說角色已有一定了解，但該作中卻對這些角色背景略作修改，例如將程咬金這名粗魯福將寫成一代豪傑，而且對於角色的心理描寫細膩傳神，例如角色的情誼和身為臥底的掙扎等心境變化，令讀者容易掌握角色的心理，亦能對角色們所面對的不幸作出反思。